# Alternaria solani

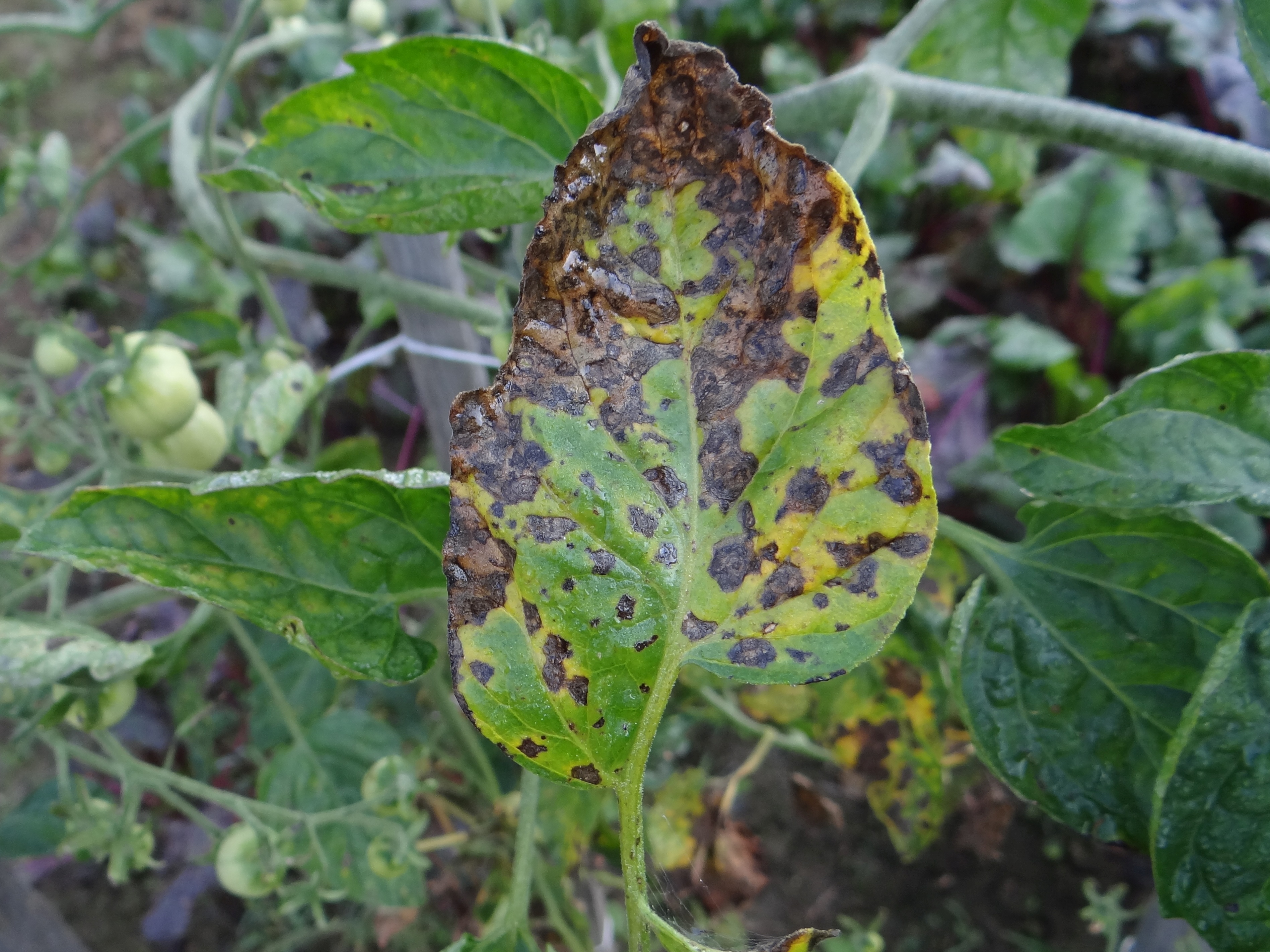
Silnie zaatakowany liść pomidora

Alternaria solani Sorauer – gatunek grzybów z klasy Dothideomycetes. U roślin uptrawnych w Polsce wywołuje choroby alternarioza ziemniaka, alternarioza papryki i alternarioza pomidora.

## Systematyka i nazewnictwo
Pozycja w klasyfikacji według Index Fungorum: Alternaria, Pleosporaceae, Pleosporales, Pleosporomycetidae, Dothideomycetes, Pezizomycotina, Ascomycota, Fungi.
Znana jest tylko anamorfa tego gatunku. Na podstawie budowy molekularnej i ultrastrukturalnej ustalono, że teleomorfą jest któryś z gatunków grzybów zaliczany do rodzaju Lewia.
Synonimy:
- Alternaria solani (Ellis & G. Martin) L.R. Jones & Grout 1896
- Macrosporium solani Ellis & G. Martin 1882

## Morfologia
Grzyb mikroskopijny. Konidia o maczugowatym kształcie, podzielone poprzecznymi, a czasami także podłużnymi przegrodami. Są to duże zarodniki, o rozmiarach 120–296 × 12–20 μm. Zazwyczaj posiadają 9–11 poprzecznych przegród. Grzybnię łatwo można hodować na sztucznych pożywkach. Tworzy na nich owłosioną, silnie szarą i czarno pigmentowaną kolonię. Strzępki haploidalne z przegrodami, z wiekiem silnie pigmentowane.

## Cykl rozwojowy
Zimuje w postaci grzybni w chorych bulwach ziemniaków oraz w resztkach pędów pozostawionych w ziemi po wykopkach. Wytwarzanie zarodników oraz ich kiełkowanie następuje tylko podczas wilgotnej pogody, optymalna dla tego procesu temperatura to 19–23°. Rozprzestrzenianiu zaś zarodników sprzyja sucha pogoda. Tak więc choroba najbardziej rozprzestrzenia się podczas na przemian występujących okresów deszczowej i bezdeszczowej pogody. Zarówno infekcji pierwotnej, jak i wtórnej dokonują bezpłciowo wytwarzane zarodniki konidialne. Na częściach roślin w glebie grzybnia może przetrwać kilka lat. Czasami, ale rzadko, obserwowano wytwarzanie chlamydospor o grubych ścianach.
Konidia mogą wykiełkować tylko na zwilżonych wodą liściach. Wnikają do nich przez aparaty szparkowe, lub bezpośrednio przez naskórek. Do bulw ziemniaka wnikają przez rany. Kiełkowanie odbywa się przy różnej temperaturze. Przy najbardziej do tego celu optymalnej temperaturze 28–30 °C kiełkują w czasie zaledwie 40 minut. Kolejne 3 do 12 godzin potrzeba zarodnikom do wytworzenia strzępki infekcyjnej wnikającej do tkanek żywiciela. Po infekcji zmiany w zaatakowanej roślinie pojawiają się w ciągu 5–7 dni, ale przy niesprzyjających warunkach infekcja może pozostać uśpiona w oczekiwaniu odpowiednich warunków.

## Występowanie
Pasożyt. Występuje we wszystkich regionach świata, w których uprawia się ziemniaki. Największe szkody wyrządza w regionach tropikalnych i subtropikalnych. W Polsce oprócz pomidorów, papryki i ziemniaków atakuje także bielunia dziędzierzawę (Datura stramonium). Źródła zagraniczne podają, że występuje także na bakłażanach, papryce i innych gatunkach z rodziny psiankowatych.